# Andrzej Kłopotowski (pływak)
Andrzej Józef Kłopotowski (ur. 9 sierpnia 1935 w Warszawie, zm. 12 lutego 2011 w Karwiku koło Pisza) – polski pływak, uczestnik XVII Letnich IO w Rzymie 1960.
W 1952 ukończył X Szkołę Ogólnokształcącą TPD w Warszawie, następnie Wydział Samochodów i Ciągników Politechniki Warszawskiej (1959) oraz Harvard University.
Był pływakiem stołecznych klubów Ogniwo i Sparta. W 1959 na Letniej Uniwersjadzie zdobył brązowy medal w 200 m stylem klasycznym. W 1960 uczestniczył w IO w Rzymie, gdzie awansował jako pierwszy polski pływak do finału olimpijskiego. Był 8 krotnym mistrzem Polski (100 m stylem klasycznym i 200 m stylem klasycznym), 2 krotnym rekordzistą Polski na basenie 25 m, 6 krotnym rekordzistą Polski na basenie 50 m.
Został pochowany na Cmentarzu Wojskowym na Powązkach (Kwatera: A 19-2-18).